# Moscow Tanks
I Moscow Tanks ((RU)  Танки) sono una squadra di football americano di Mosca, in Russia; hanno partecipato alla EFAF Cup.